# Трогон темноволий
Трогон темново́лий (Trogon collaris) — вид птахів родини трогонових (Trogonidae).

## Поширення
Вид поширений у Центральній і Південній Америці від Мексики до Східної Бразилії.

## Спосіб життя
Мешканець тропічних лісів і субтропічних гірських та низинних районів. Живиться комахами, рідше фруктами. Гніздиться в дуплах або термітниках на деревах на висоті 5—10 м над землею. Відкладає 2 білих яйця.

## Підвиди
- Trogon collaris puella Gould, 1845 — Центральна Америка.
- Trogon collaris extimus Griscom, 1929 — північний схід Панами.
- Trogon collaris castaneus Spix, 1824 — в басейні Амазонки і на сході Бразилії.
- Trogon collaris collaris Vieillot, 1817 — східні схили Анд, захід Бразилії; Тринідад і Тобаго.
- Trogon collaris exoptatus Cabanis & Heine, 1863 — північ Венесуели.
- Trogon collaris heothinus Wetmore, 1967 — схід Панами.
- Trogon collaris subtropicalis Zimmer, JT, 1948 — субтропічна зона на заході Колумбії.
- Trogon collaris virginalis Cabanis & Heine, 1863 — західна Колумбія та західний Еквадор.
- Trogon collaris eytoni Fraser, 1857 — східна Бразилія.